# Jaime Milans del Bosch
Jaime Milans del Bosch y Ussía (Madrid, 8 giugno 1915 – Madrid, 26 luglio 1997) è stato un generale spagnolo che arrivò ad essere Tenente generale dell'Esercito spagnolo e Capitano generale della III Regione militare.
Il 25 febbraio 1981 venne destituito dalla carica, in quanto implicato nel fallito colpo di Stato 23-F.

## Biografia

### Carriera militare
Jaime Milans del Bosch apparteneva ad una famiglia nobile di tradizione militare (arrivava a vantarsi, addirittura, che sia suo padre che suo nonno avevano partecipato a colpi di Stato). Nel 1934 entrò all'Accademia di Fanteria di Toledo, dove fu nel 1936 prese parte alla guerra civile spagnola tra i nazionalisti. Come cadetto combatté all'Alcázar di Toledo, dove fu ferito durante un bombardamento repubblicano. Poco dopo si unì alla VII Bandiera della Legione, dove combatté con il grado di Ufficiale fino alla fine della rappresaglia. Nel 1941 si unì volontario alla Divisione Blu e combatté a fianco della Germania nazista contro l'Unione Sovietica.
In seguito, venne destinato come addetto militare alle ambasciate spagnole in Argentina, Uruguay, Cile e Paraguay. Venne promosso Generale nel 1971, ricevendo il comando della XII Brigata della Divisione Corazzata Brunete e nel 1974 venne nominato Generale di divisione, alla direzione della Brunete per tre anni. Nel 1977 venne promosso Tenente generale e gli fu concesso il comando della III Regione Militare, con sede a Valencia.

### Il golpe del 23-F
Milans del Bosch fu l'unico capitano generale di Spagna che aderì al golpe senza riserve e realizzò importanti azioni offensive. Il 23 febbraio 1981, poco dopo la presa del Congresso dei Deputati da parte del colonnello Antonio Tejero Molina, fece uscire i carri armati per le strade di Valencia e decretò lo stato d'eccezione. Nonostante ciò, fallì nell'intento di coinvolgere il resto dell'esercito nell'intento golpista. Dopo il messaggio televisivo del re Juan Carlos I, i comandanti delle altre Regioni militari che ancora non si erano pronunciati decisero di rimanere dalla parte della legalità. Nonostante la mancanza di appoggi, Milans del Bosch si rifiutò di deporre le armi e non si consegnò fino alle 5 di mattina del 24.

### Processo espulsione dall'esercito e morte
L'8 marzo 1981 venne processato e giudicato da un tribunale militare. Il 3 giugno 1982 venne espulso dall'esercito e condannato a 26 anni ed 8 mesi di prigione. Nonostante fosse in carcere, risultò implicato anche nella cospirazione golpista del 27 ottobre 1982. Dalla prigione di Fuencarral intervistò il colonnello Muñoz Gutiérrez, uno dei tre implicati.
Solo 9 anni dopo, nel 1991, venne rimesso in libertà a causa dell'età avanzata grazie ad un indulto. Non arrivò mai a pentirsi per l'implicazione nel golpe. Dopo essere uscito di prigione, tornò a Madrid, sua città natale, dove, nel 1997 morì di tumore cerebrale. I suoi resti vennero sepolti nell'Alcázar de Toledo, secondo i suoi desideri.